# Trasporto di merci su strada
Il trasporto di merci su strada è il trasporto di beni tra un fabbricante o venditore e un acquirente o ricevitore fatto su strada. Colui che si occupa del trasporto viene detto autotrasportatore.

## Veicoli
- Autocarro
- Autoarticolato (semirimorchio e trattore stradale)
- Autotreno (autocarro e rimorchio)
- Autoveicolo per trasporto specifico
- Autoveicolo per uso speciale
- Autogrù
- Bisarca

### Elettrici
- Filocarro
- Filotreno